# Вуд, Фрэнсис
Фрэнсис Вуд (англ. Frances Wood; род. 1948) — английская библиотекарь, синолог и историк, известная своими работами по истории и культуре Китая.

## Биография
Родилась в Лондоне в 1948 году.
Училась в художественной школе в Ливерпуле, которую окончила в 1967 году. Затем продолжила обучение в Ньюнэм-колледже при Кембриджском университете, где изучала китайский язык. Затем уехала в Китай, продолжила изучать китайский язык в Пекинском университете в 1975—1976 годах.

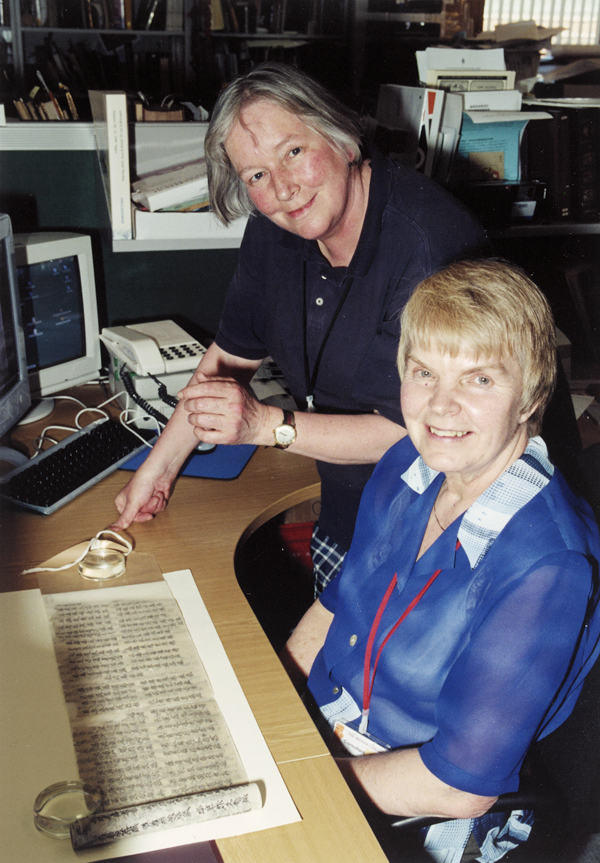
Фрэнсис Вуд с российским тангутоведом Ксенией Кепинг

В 1977 году Фрэнсис Вуд присоединилась к сотрудникам Британской библиотеки в Лондоне в качестве младшего куратора, а затем стала куратором китайских коллекций до её выхода на пенсию в 2013 году. Она является членом руководящего комитета проекта International Dunhuang Project и редактором ежегодного издания Transactions of the Oriental Ceramic Society Восточного керамического общества. Она также была губернатором школы Ashmount Primary School Архивная копия от 5 декабря 2021 на Wayback Machine в течение 20 лет, оставив этот пост после завершения её срока полномочий в июле 2014 года.
В 1984 году защитила диссертацию на тему традиционной национальной архитектуры Пекина в 1860—1930 годах, получив степень Ph.D. Почётный доктор Лондонского университета SOAS.
В 1995 году написала книгу «Был ли Марко Поло в Китае?», в которой основное внимание было уделено известиям из «Книги чудес света» Марко Поло и приведению доказательств, что путешественник не был в Китае. Книга вызвала много критики среди учёных.